# Clusia domingensis
Clusia domingensis là một loài thực vật có hoa trong họ Bứa. Loài này được Urb. mô tả khoa học đầu tiên năm 1912.